# Paolo Araldi
Pour les articles homonymes, voir Araldi.
Paolo Araldi, né au XVIIIe siècle et mort après 1820, est un peintre italien de sujets historiques et religieux. 

## Biographie
Paolo Araldi, né à Casalmaggiore, étudie d'abord auprès du peintre local Francesco Antonio Chiozzi, puis part étudier à l'Académie des beaux-arts de Parme. Il devient professeur au Gymnase de Casalmaggiore. Il peint un Martyre de saint Étienne pour un monastère à Casalmaggiore. En 1820, à l'Académie des beaux-arts de Brera, il réalise deux portraits, de têtes plus grandes que nature, d'Héraclite et de Démocrite. Pour l'église de San Leonardo à Casalmaggiore, il peint un retable de San Leonardo in Gloria. Le peintre Giuseppe Diotti est l'un de ses élèves durant les années 1790-1794. D'autres œuvres d'Ardaldi se trouvent au Museo Diotti de Casalmaggiore. On ignore si cet Araldi est un descendant du peintre local de la Renaissance Alessandro Araldi. 